# Fears (Modern Family)
Fears é o décimo sexto episódio da primeira temporada da série Modern Family. O episódio foi exibido originalmente pela ABC no dia 3 de Março de 2010 nos EUA.

## Sinopse
Phil tenta vencer o seu medo do escuro quando ele e Luke tem que entrar debaixo da casa; Mitchell e Cameron convidam a pediatra de Lily para um almoço e tem que superar o medo da primeira palavra de Lily ser "Mamãe". Manny e Jay tem que superar seu medo de Montanha-Russa, e parece que a única que não tem medos é Glória.

## Críticas
Na sua transmissão original americana, "Fears" foi visto por 8,08 milhões de telespectadores recebendo um 18-49 Avaliação Nielsen. Robert Canning da IGN deu ao um episódio dizendo 8,7/10 dizendo que o episódio é "grande" e "Modern Family sempre foi adepto de adicionar esses momentos tocantes aos risos. bom saber que a série não perdeu um passo durante seu tempo de hiato". Jason Hughes, do TV Squad deu o episódio uma revisão positiva dizendo "Em 16 episódios, a maioria dos quais foram fantásticos, este foi o primeiro a sufocar uma resposta emocional genuíno de mim e Phil teve o melhor monólogo de todos e tocou em um outro medo que todos os pais enfrentam: o medo de que seus filhos creçam rápido demais. Isso, e o medo de que eles vão matar alguém dentro de um caroo". Lesley Savage da Entertainment Weekly deu ao episódio uma revisão positiva e disse: "Eu não sei quanto a vocês, mas eu realmente perdi a minha família estas últimas duas semanas, e este episódio foi a volta perfeita de boas-vindas. Ela manteve as coisas na família, há participações especiais, sem grandes acrobacias, apenas cada um membro fazendo o que sabem fazer melhor e que começou com um estrondo, todos afirmando os seus maiores medos".